# Dagens Danmark
Dagens Danmark var et dansk aktualitets- og samtaleprogram, der blev sendt på DR1 fra 2005 til 14. december 2006. Programmet blev sendt efter TV Avisen omkring kl. 19 og var forganger for Aftenshowet. Det viste indslag fra hele landet. 
I august 2005 modtog programmet en klage over skjult reklame for PSP. I et af programmerne havde DR's generaldirektør Kenneth Plummer udtalt, at han for tiden brugte meget tid på at spille Wipe Out på sin nye PSP. Klagen blev behandlet af Radio- og tv-nævnet, der ikke fandt at der var tale om skjult reklame.
Værter på programmet var Vibeke Hartkorn, Camilla Miehe-Renard og Lise Rønne.